# Liga de Honra 2010/2011
Liga de Honra 2010/2011 (eller Liga Orangina som sponsornamn) spelas 29 augusti 2010 - 29 maj 2011. 
16 lag deltar i tävlingen, som spelas i 30 omgångar, med matcher mellan alla lag en gång på hemmaplan och en gång på bortaplan. Vinst ger 3 poäng, oavgjort 1 poäng och förlust 0 poäng.

## Deltagande lag
- Gil Vicente
- Santa Clara
- Varzim
- Desportivo das Aves
- Penafiel
- Sporting da Covilhã
- Freamunde
- Oliveirense
- Feirense
- Fátima
- Estoril Praia
- Trofense
- Belenenses
- Leixões
- Arouca
- Moreirense